# Scytodes elizabethae
Espèce
Scytodes elizabethae est une espèce d'araignées aranéomorphes de la famille des Scytodidae.

## Distribution
Cette espèce est endémique d'Afrique du Sud. Elle se rencontre au Cap-Oriental et au Mpumalanga.

## Description
Le mâle holotype mesure 5 mm.

## Étymologie
Son nom d'espèce lui a été donné en référence au lieu de sa découverte, Port Elizabeth.

## Publication originale
- Purcell, 1904 : Descriptions of new genera and species of South African spiders. Transactions of the South African Philosophical Society, vol. 15, p. 115-173 (texte intégral).